# Active Desktop
Active Desktop ist eine Funktion des Betriebssystems Microsoft Windows, um Webseiten direkt auf dem Desktop anzuzeigen. Sie ist Bestandteil der Active Platform. Anwender können beliebige Webseiten oder spezielle Channels als voneinander unabhängige Anzeigeblöcke auf dem Desktop platzieren. Es ist möglich, Inhalte aus dem Internet in regelmäßigen Abständen synchronisieren zu lassen, um so die Inhalte auf den aktuellen Stand zu bringen, ohne die betreffende Webseite im Browser aufrufen zu müssen.

## Geschichte
Der Active Desktop wurde mit der Fertigstellung des Internet Explorers 4.0 für Windows 95 und Windows NT 4.0 1997 eingeführt. Nach der Argumentation von Microsoft sollte der Active Desktop das Argument schlechthin für den Kauf von Windows 98 darstellen. Mit ihm wurde es in Windows 98 erst möglich, Hintergrundbilder in den Formaten JPG, GIF oder PNG zu verwenden (allerdings vorerst nur, indem man sie in ein HTML-Dokument integriert). Vorher konnten nur Bilder im BMP-Format verwendet werden. Dabei wurde jedoch gerne verschwiegen, dass dieses zusätzliche Feature einen beträchtlichen Teil des Arbeitsspeichers der damaligen Computer für sich beanspruchte.

## Gegenwärtige Nutzung
Windows 2000 und Windows XP beinhalten diese Funktion noch. Das Feature wurde von Microsoft jedoch seit einigen Jahren nicht mehr weiter entwickelt.
Seit Windows Vista ist diese Funktion nicht mehr enthalten. Abgelöst wurde es durch die Sidebar, unter Windows 7 „Desktop Gadgets“, mit denen man Multimedia-Inhalte und Windows-Live-Gadgets anzeigen lassen kann. Im 2021 erschienenen Windows 11 erfüllen die sog. Widgets diese Funktionalität.